# 陳金松
陳 金松（チン・グムソン、朝鮮語: 진금송）は、朝鮮民主主義人民共和国の政治家。労働相、朝鮮労働党中央委員会委員。

## 経歴
2021年以前の経歴は不明。2021年1月5日から開催された朝鮮労働党第8次大会で朝鮮労働党中央委員会委員候補に選出され、1月17日に開催された最高人民会議第14期第4回会議で労働相に任命された。同年12月27日から開催された朝鮮労働党中央委員会第8期第4回総会で党中央委員会委員に補欠選挙された。